# 罗布松·孔塞桑
罗布松·孔塞桑（葡萄牙語：Robson Conceição，1988年10月25日—），巴西男子拳击运动员。他曾代表巴西参加2008年、2012年和2016年夏季奥林匹克运动会拳击比赛，其中2016年奥运会获得一枚金牌。